# لیزوزومال لیپاز
لیزوزومال لیپاز (انگلیسی: Lysosomal lipase) نوعی آنزیم لیپاز است که عملکرد داخل‌سلولی دارد و در درونِ لیزوزوم‌ها واقع شده‌است.
این آنزیم با بیماری ولمن در ارتباط است.
داروی کلرپرومازین یک بازدارندهٔ لیزوزومال لیپاز است.
بر اساس پژوهش‌های بعمل‌آمده، «لیزوزومال لیپاز A» (که ژن آن، بر روی بازوی بلند کروموزوم ۱۰ (انسان) قرار دارد) با بروز بیماری‌های عروق کرونر در انسان مرتبط است.